# 柴田顕正
柴田 顕正（しばた けんせい、1873年7月15日 - 1940年4月20日）は、日本の郷土史家、教育者、神官。
『岡崎市史』全8巻（1926年～1930年）とその別巻である『徳川家康と其周囲』全3巻（1934年～1935年）を半生を傾けて完成させた。正式には「柴田顯正」と表記。

## 経歴

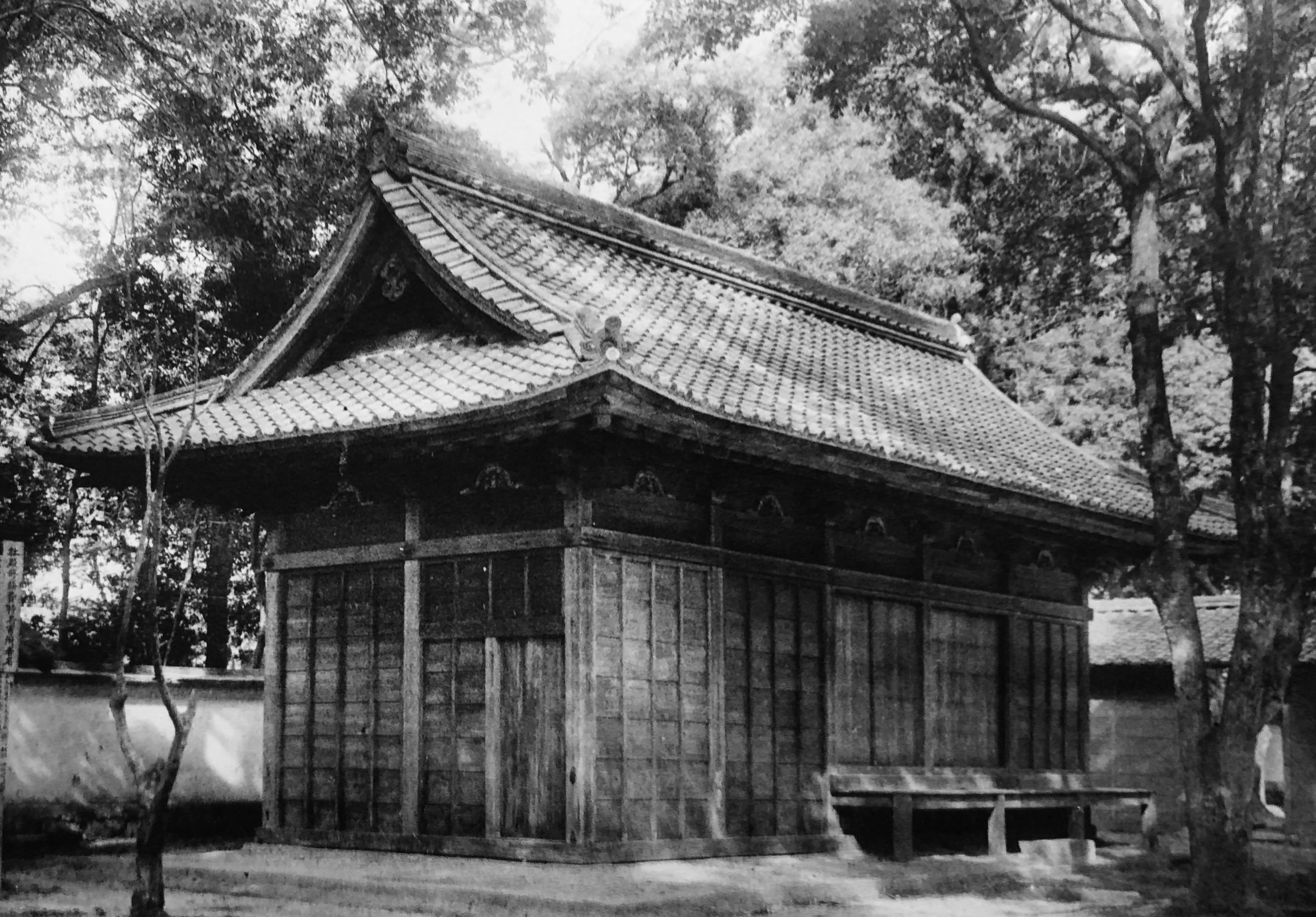
柴田は伊賀八幡宮社司の長男として生まれた。

愛知県額田郡伊賀村（現・岡崎市伊賀町）に伊賀八幡宮社司の柴田顯光の長男として生まれる。額田郡第十六番小学八幡学校（現・岡崎市立広幡小学校）を出たのち上京。1893年（明治26年）7月、國學院大學第一回生として同校を卒業後、史学者の三上参次のもとで教科書編集の仕事に携わった。
その後、1895年(明治28年) 石川県尋常中学校七尾分校（現・石川県立金沢泉丘高等学校）の教諭を経て、1897年（明治30年）9月から1901年(明治34年）8月まで、愛知県立第二中学校（現・愛知県立岡崎高等学校）に勤務。同年9月に京都府立第一中学校（現・京都府立洛北高等学校）に赴任。1910年（明治43年）4月、郷里岡崎の愛知県立第二中学校に帰り、国語・漢文・歴史を教えた。その間、1898年(明治31年）にとは夫人と結婚。
愛知二中、京都一中では近藤孝太郎と村山槐多を教えた。京都一中時代に当時京都帝大講師であった恩師池辺義象の依頼をうけ、江戸中期の随筆集『翁草』の編集・出版を行った。
郷土の歴史に関心をもった柴田は中学校に勤めるかたわら、1918年（大正7年）4月17日、千賀又市市長を会長に据え「汲古会」（きゅうこかい）を結成し、史料収集の仕事に取りかかった。こうした諸活動は市当局を動かし、翌1919年（大正8年）、岡田撫琴の推薦と本多敏樹市長の要望により初代館長千蔵尚の後を継ぎ、二代目岡崎市立図書館長に就任した。「図書館の役割は、学者を育てるより、立派な岡崎市民を育てることにあり」との信念のもと、理化学・商工業に関する書籍を盛んに集め、文化財を調査し、展覧会を開き、市民の文化の振興に努めた。特に図書館で毎年開催されていた「岡崎美術展覧会」では、自ら委員長に就任し、日本画部門と洋画部門の調整等 終生その運営に心を砕いた。また柴田は岡崎市立高等女学校（現・愛知県立岡崎北高等学校）の嘱託教員も兼務した。
1921年（大正10年）4月1日、市より正式に市史編纂の仕事を依頼される。私財を投げ打って史料収集に奔走、広く関係文献を渉猟して著した『岡崎市史』全11巻は1935年（昭和10年）に完成する。特に別巻の『徳川家康と其周囲』3巻は、山岡荘八の代表作『徳川家康』の資料となったことで名高い。「私の小説『徳川家康』は一にも二にも先生の『徳川家康と其の周囲』に負うものです」と山岡は述べている。
1936年（昭和11年）4月20日、『関ヶ原戦記』を編纂、刊行した。
『人物篇』全3巻の脱稿後、1940年（昭和15年）4月20日、病に倒れ死去。66歳没。同年5月3日本多市長出席のもと、図書館前広場にて「図書館葬」が行われた。
『人物篇』の稿本は出版されることなく、1945年（昭和20年）7月20日未明の岡崎空襲で鈴木禎次設計による赤レンガ造りの市立図書館にあった収集史料約20万点と共に焼失してしまう。1961年（昭和36年）7月1日、岡崎市名誉市民に推挙される。

## 岡崎市史
復刻版全11冊が名著出版から1972年10月5日に刊行されている。
岡崎市史
| 巻数  | 副題                            | 刊行年 | 備考                |
| ----- | ------------------------------- | ------ | ------------------- |
| 第1巻 | 総説・領主編・ 松平氏（徳川氏） | 1926年 | 509ページ、図版49枚 |
| 第2巻 | 城主編                          | 1926年 | 608ページ           |
| 第3巻 | 市街編                          | 1927年 | 522ページ、図版7枚  |
| 第4巻 | 交通編                          | 1927年 | 509ページ、図版7枚  |
| 第5巻 | 領土編                          | 1928年 | 536ページ           |
| 第6巻 | 領土編                          | 1928年 | 535ページ           |
| 第7巻 | 社寺編                          | 1929年 | 608ページ、図版9枚  |
| 第8巻 | 名勝旧蹟及風俗編                | 1930年 | 607ページ、図版18枚 |

岡崎市史別巻
| 巻数 | 副題             | 刊行年 | 備考                |
| ---- | ---------------- | ------ | ------------------- |
| 上巻 | 徳川家康と其周圍 | 1934年 | 706ページ、図版48枚 |
| 中巻 | 徳川家康と其周圍 | 1934年 | 672ページ、図版12枚 |
| 下巻 | 徳川家康と其周圍 | 1935年 | 734ページ、図版12枚 |

## 著書
『岡崎市立図書館竣功式記念雑誌』1923年(大正12年)6月
『浄瑠璃姫遺跡遊覧案内』1922年(大正11年)4月
『力寿姫の伝説と大江定基』1922年(大正11年)8月